# Althos repletus
Althos repletus är en insektsart som först beskrevs av Van Duzee 1925.  Althos repletus ingår i släktet Althos och familjen bredkantskinnbaggar. Inga underarter finns listade i Catalogue of Life.